# Aristarco de Tessalônica
Aristarco, (em grego: Ἀρίσταρχος) um grego macedoniano de Tessalônica" (Atos 27:2), foi um dos primeiros cristãos, mencionado numas poucas passagens do Novo Testamento. Ele acompanhou Paulo de Tarso em sua terceira viagem missionária.

## História
Juntamente com Gaio, outro macedônio, Aristarco foi capturado por uma multidão em Éfeso e levado para um teatro romano (Atos 19:29). Depois, Aristarco retornou da Grécia com Paulo para a Ásia (Atos 20:4). Em Cesareia, ele embarcou novamente com o apóstolo num barco em Edremite com destino a Mira, na Lícia (Atos 27:2). Finalmente, se ele viajou com Paulo de lá até Roma, não está relatado.
Aristarco é descrito por Paulo como «meu companheiro de prisão» (Colossenses 4:10) e como um de seus «companheiros de trabalho» (Filemom 1:24).

## Identidade
Na Igreja Ortodoxa e na Igreja Católica Oriental, Aristarco é identificado como sendo um dos Setenta Discípulos e um bispo de Apameia, na província romana da Síria. Ele também é comemorado como um santo e um mártir.
Aristarco, filho de Aristarco, um arconte de Tessalônica (39-38 a.C.) pode ser o Aristarco citado nos Atos dos Apóstolos.